# 330 Adalberta
330 Adalberta је астероид главног астероидног појаса са средњом удаљеношћу од Сунца која износи 2,468 астрономских јединица (АЈ).
Апсолутна магнитуда астероида је 12,6 а геометријски албедо 0,039.